# Maxim Van Gils
Maxim Van Gils   (Brasschaat, 25 de novembre de 1999) és un ciclista belga, professional des del 2021. Actualment corre a l'equip Red Bull-Bora-Hansgrohe.
Després de tres temporades en categories inferiors de l'equip Lotto Soudal U23 el 2021 passà al professionalisme de la mà de l'equip Lotto-Soudal. Debutà a la Volta a Catalunya. El 2022 guanyà la seva primera cursa com a professional al Tour de l'Aràbia Saudita. El 2024 va guanyar una reduïda Volta a Andalusia.

## Palmarès
- 2017
  - 1r a la Clàssica dels Alps Júnior
- 2019
  - Vencedor d'una etapa de la Volta a Navarra
- 2022
  - 1r al Tour de l'Aràbia Saudita i vencedor d'una etapa
- 2024
  - 1r a la Volta a Andalusia i vencedor d'una etapa
  - 1r a l'Eschborn-Frankfurt
  - 1r al Gran Premi del cantó d'Argòvia
- 2025
  - Vencedor d'una etapa a la Volta a Andalusia
  - Vencedor d'una etapa a la Volta a Noruega

### Resultats al Tour de França
- 2023. 59è de la classificació general
- 2023. No surt a la 16a etapa

### Resultats a la Volta a Espanya
- 2021. 88è de la classificació general
- 2022. No surt (16a etapa)[4]